# Richard Dixon (zeiler)
Richard Travers Dixon (Sydney, 20 november 1865 - Falmouth, 14 november 1949) was een Brits zeiler.
Dixon won de gouden medaille in de zeven meter klasse tijdens de Olympische Zomerspelen 1908; de concurrent ging niet van start.

## Olympische Zomerspelen
| Jaar | Plaats | Resultaten     |
| ---- | ------ | -------------- |
| 1908 | Londen | 7 meter klasse |

1908: Norman Bingley / Richard Dixon / Charles Rivett-Carnac / Frances Rivett-Carnac ·
1920: Robert Coleman / William Maddison / Cyril Wright / Dorothy Wright